# 1609 az irodalomban
Az 1609. év az irodalomban.

## Publikációk
- Lope de Vega esszéje az újfajta vígjátékról: Arte nuevo de hacer comedias.
- Edmund Spenser: A tündérkirálynő (eredeti címe: The Faerie Queen); a hat részből álló hősköltemény első teljes kiadása. Az első három rész 1590-ben, a második három rész 1596-ban jelent meg.

## Születések
- augusztus 21. – Jean de Rotrou francia drámaíró († 1650)
- október 5. – Paul Fleming, a német barokk nevezetes lírikusa († 1640)
- ? – La Calprenède francia regény- és drámaíró († 1663)

## Halálozások
- szeptember 17. – Júda Löw ben Becalél legendás prágai rabbi, író, az akkori Európa egyik kiemelkedő alakja (* 1512)
- október 9. – Jacobus Arminius (Jakob Herman) németalföldi teológus, hittanár, az arminiánusok alapítója  (* 1560)